# Piotrkowo (gromada)
Piotrkowo – dawna gromada, czyli najmniejsza jednostka podziału terytorialnego Polskiej Rzeczypospolitej Ludowej w latach 1954–1972.
Gromady, z gromadzkimi radami narodowymi (GRN) jako organami władzy najniższego stopnia na wsi, funkcjonowały od reformy reorganizującej administrację wiejską przeprowadzonej jesienią 1954 do momentu ich zniesienia z dniem 1 stycznia 1973, tym samym wypierając organizację gminną w latach 1954–1972.
Gromadę Piotrkowo z siedzibą GRN w Piotrkowie utworzono – jako jedną z 8759 gromad na obszarze Polski – w powiecie suskim w woj. olsztyńskim na mocy uchwały nr 26 WRN w Olsztynie z dnia 4 października 1954. W skład jednostki weszły obszary dotychczasowych gromad Gardzień i Piotrkowo, ponadto miejscowości Januszewo, Zabłocie, Solniki i Boleszów z dotychczasowej gromady Brusiny oraz miejscowość Grabowiec z dotychczasowej gromady Falknowo, ze zniesionej gminy Piotrkowo w tymże powiecie. Dla gromady ustalono 11 członków gromadzkiej rady narodowej.
1 stycznia 1959 powiat suski przemianowano na powiat iławski.
Gromadę zniesiono 1 stycznia 1960, a jej obszar włączono do gromad Ząbrowo (wieś Gardzień, osady Krzyżówki, Łanioch, Starzykowo, Starzykowo Małe i Stawki, kolonię Stogwica oraz leśniczówkę Polanka) i Redaki (wsie Grabowice i Piotrkowo, osady Boleszów, Zabłocie, Zofiówka, Osina, Ciemny Staw i Pieńki, leśniczówkę Solniki oraz PGR Januszewo) w tymże powiecie.